# Unieux
Unieux – miejscowość i gmina we Francji, w regionie Owernia-Rodan-Alpy, w departamencie Loara.
Według danych na rok 1990 gminę zamieszkiwały 8064 osoby, a gęstość zaludnienia wynosiła 940 osób/km² (wśród 2880 gmin regionu Rodan-Alpy Unieux plasuje się na 91. miejscu pod względem liczby ludności, natomiast pod względem powierzchni na miejscu 1235.).